# Pontus Hultén

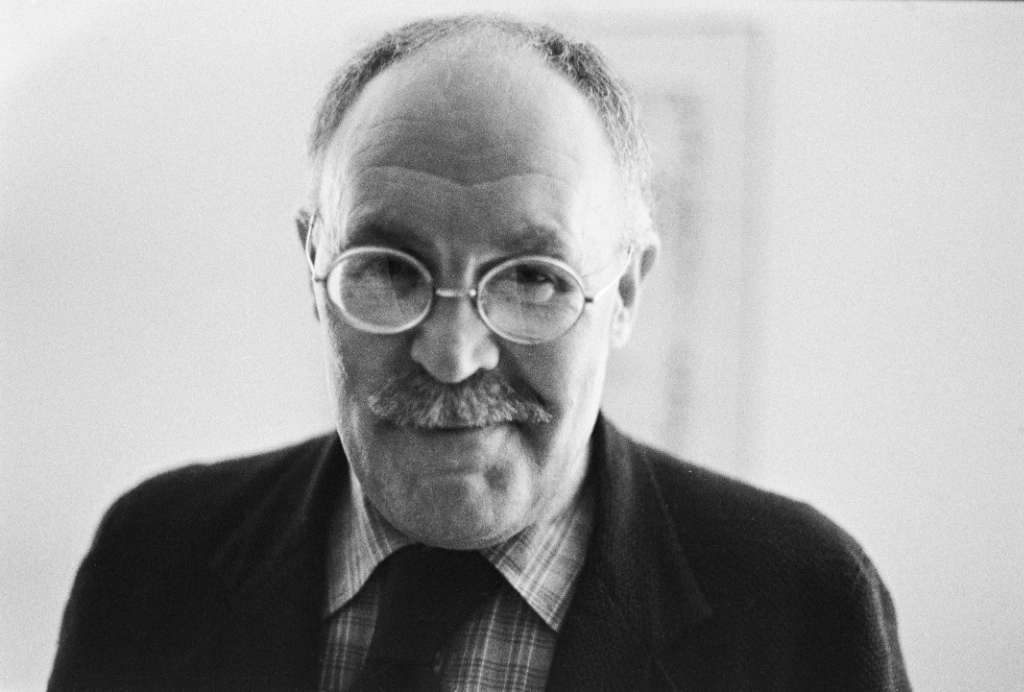
Pontus Hultén.

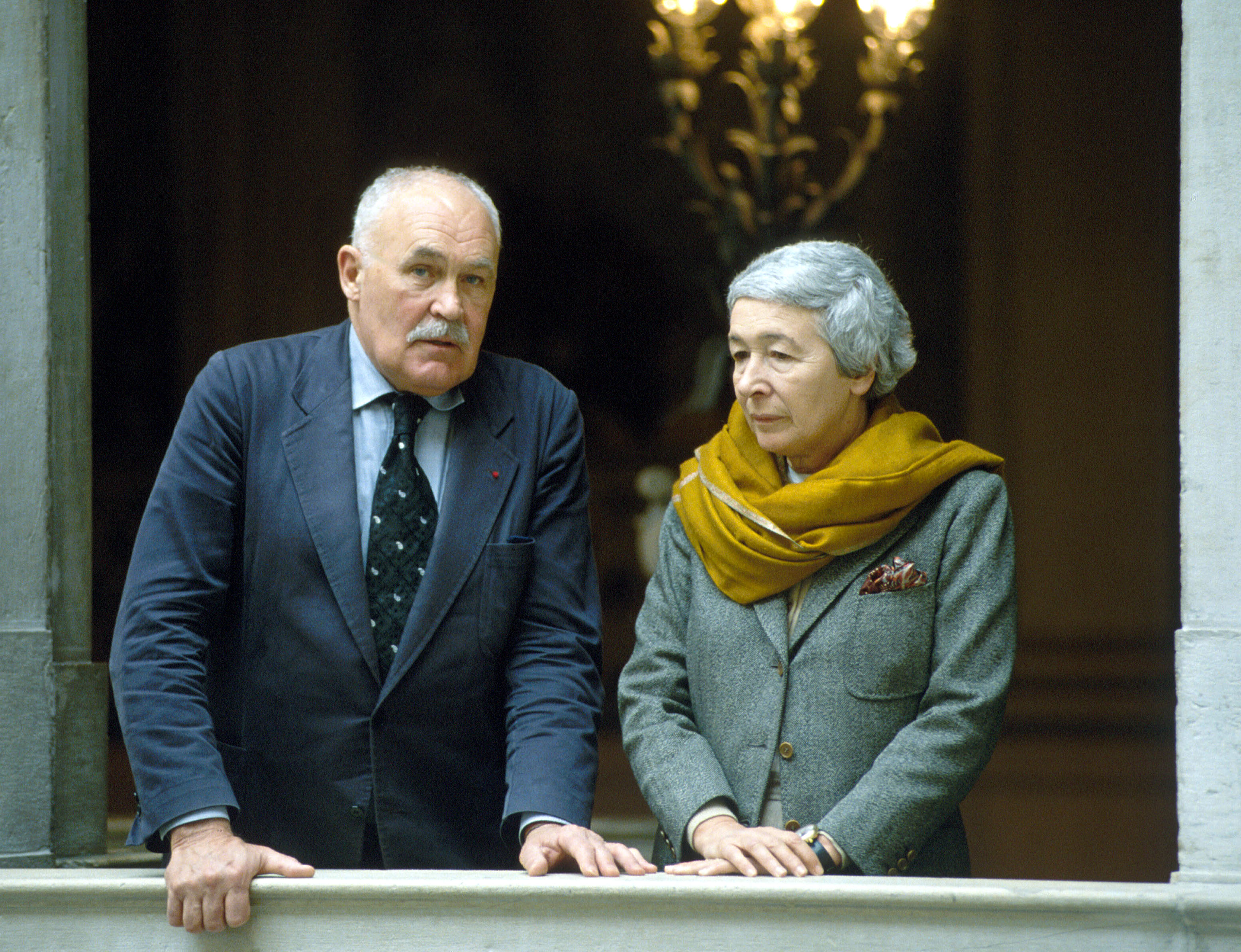
Pontus Hultén och Gae Aulenti (1927-2012), 1986.

Karl Gunnar (Pontus) Hultén, född 21 juni 1924 i Stockholm, död 26 oktober 2006 i Sofia församling, var en svensk museiman och konstsamlare. Moderna museet i Stockholm blev under hans ledning på 1960-talet ett internationellt renommerat konstmuseum.

## Biografi

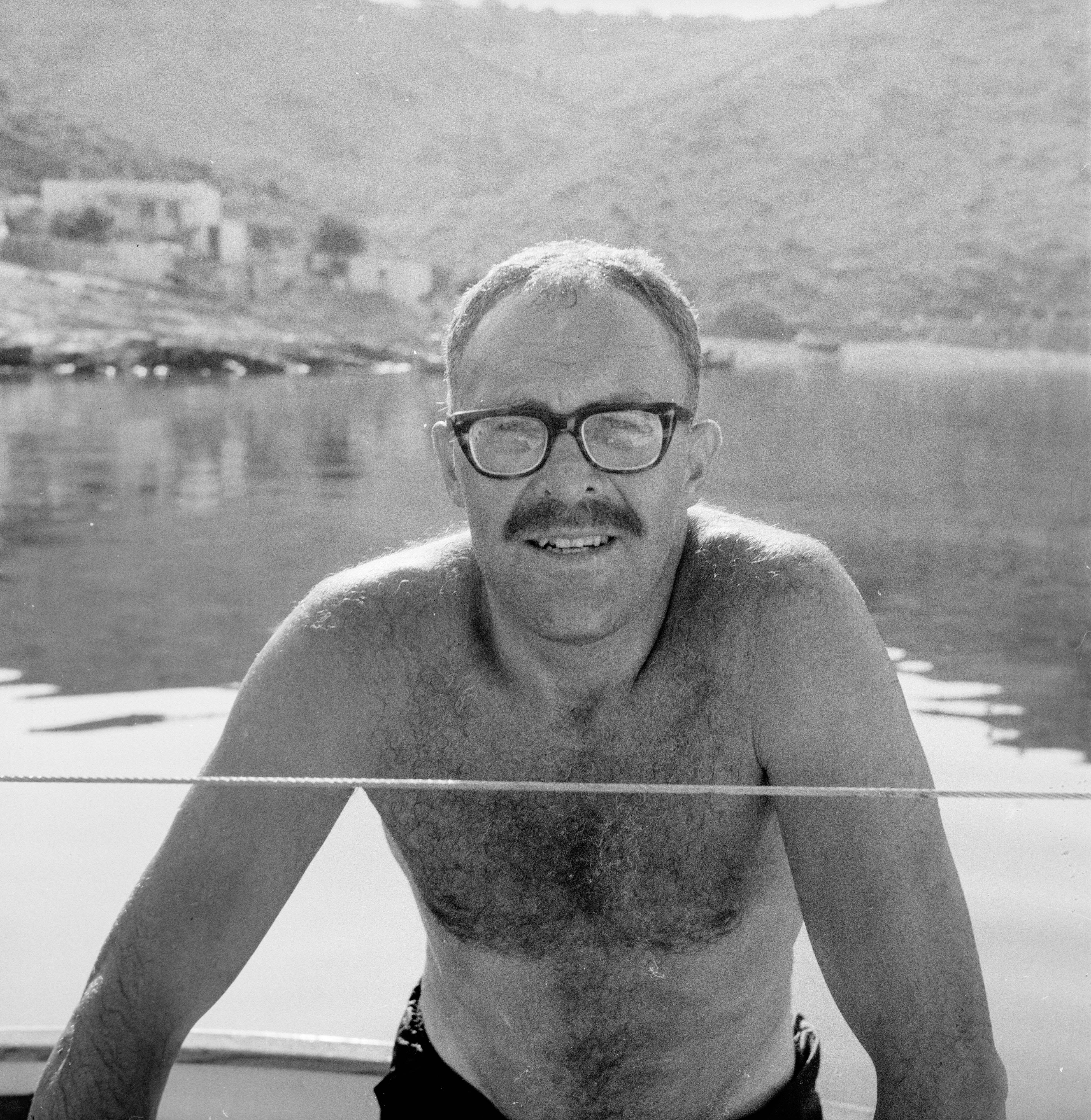
Pontus Hultén ombord Daphne. Bild tagen av medelhavsseglare och författare Göran Schildt.

Pontus Hultén växte upp i Djursholm som son till chefen på Naturhistoriska riksmuseet, Eric Hultén och hans fru Elsie, född Vougt. Han studerade konsthistoria vid Stockholms högskola och blev filosofie licentiat 1951 med en avhandling om Jan Vermeer, och fick därefter tjänst som intendent vid Nationalmuseum.
År 1954 gjorde han i Paris bekantskap med Marcel Duchamp, vilken påverkade honom, men också med Jean Tinguely och dennes maka Niki de Saint Phalle.
Han blev chef för det nya Moderna Museet 1960. Han var utställningskommissarie för många banbrytande utställningar, exempelvis Rörelse i konsten, med bland andra Jean Tinguelys och Per Olov Ultvedts rörliga skulpturer, samt 4 amerikanare från 1962 med amerikansk popkonst, där verk av Robert Rauschenberg, Jasper Johns och andra visades upp för svensk publik innan konstnärerna ens slagit igenom i USA.
Hultén arrangerade utställningen Önskemuseet, efter det att han övertalat regeringen att ge ett anslag på fem miljoner kronor för inköp av verk till museets samlingar. Dessa verk, som numera har högt värde, utgör kärnan i Moderna museets samling.
Moderna museet hamnade åter i blickpunkten med utställningarna Hon – en katedral 1966 av Niki de Saint Phalle och retrospektiven med Andy Warhol 1968, som var den första i världen.
Efter det att han slutat som chef för Moderna museet, fick han 1974 uppdraget att medverka i tillkomsten av Centre Georges-Pompidou, ett nytt kulturhus i Paris. Han var chef för detta fram till 1981. Därefter deltog han från 1981 i uppbyggnaden av Museum of Contemporary Art i Los Angeles i USA, som öppnade 1983, organiserade och ledde konstmuseet  Palazzo Grassi i Venedig i Italien 1984-90 och Bundeskunsthalle i Bonn i Tyskland 1991–95. Han var också den förste chefen för Museum Tinguely i Basel i Schweiz, som öppnade 1996. Han hade 1954 träffat Jean Tinguely i Paris och sedan följt hans karriär.
År 1985 ombads han av Paris dåvarande borgmästare, Jacques Chirac, att bygga upp L'Institut des hautes études en arts plastiques, en liten och exklusiv konsthögskola. Han ledde sedan skolan under dess sju verksamhetsår 1988-95 (institutets verksamhet startade på nytt 2012). Han bodde sedan början av 1990-talet i Frankrike, i huset La Motte i Saint-Firmin-sur-Loire, 15 mil söder om Paris. År 2005 flyttade han tillbaka till Sverige.
År 2005 donerade Hultén större delen av sin egen samling, omkring 700 verk, till Moderna museet. Han är representerad med egna skisser och teckningar vid Moderna museet.
Pontus Hultén hade ett stort intresse för båtgravfältet i Vendel. På egen begäran ligger han begravd i sydöstra delen av Vendels kyrkas kyrkogård i en grav som pryds av hans "livssten", vilken han medförde under större delen av sitt liv.

### Brillo Box-skandalen
I maj 2007 uppdagades det att Hultén i början av 2000-talet sålt falska Brillo-boxar av Andy Warhol. Historien betecknas som en jättelik konstsvindel.
Brillo Box-affären hade sin upprinnelse i Moderna museets Warholutställning 1968. Inför utställningen tillverkades under överinseende av Hultén och av Andy Warhol ett tiotal kopior, senare kallade "Stockholmsboxarna". Hultén var senare, 1990, engagerad som privatperson att sammanställa en retrospektiv Warholutställning i Sankt Petersburg, inför vilken han lät tillverka ytterligare ett större antal Brilloboxar, kanske ett 70-tal, de så kallade "Malmöboxarna". I detta sammanhang rör det sig om en flytande och förvirrad gräns mellan "äkta" och "oäkta" konstverk, men i konstvärlden är det i det specifika fallet skillnad mellan de av Warhol "äkthetscertifierade" 1968 års kopior från Stockholm och de efter Warhols död gjorda "Malmöboxarna". De senare hade heller ingen inblandad betraktat som, eller presenterat som, "konstföremål".
Vid ett besök i Saint-Firmin-sur Loire 1994 fick den belgiske konsthandlaren Ronny van de Velde syn på ett antal Brilloboxar, vilket antagits vara "Malmöboxar" och föreslagit Hultén att sälja dem till honom, vilket han gjorde. 
Hultén donerade 1995 också några Brilloboxar till Moderna museet, vilka han skriftligt intygat varit "äkta" warholska Stockholmsboxar från 1968, medan de i själva verket var sådana från Malmö-upplagan, det vill säga "oäkta".
År 2003 sålde Hultén ytterligare 22 "Malmöboxar" till den brittiske konsthandlaren Brian Balfour-Oatts för en miljon dollar och 2006 såldes en "Malmöbox" på Christie's för 209 000 dollar. Vid Hulténs död i oktober 2006 hade bluffen om "Malmöboxarna" ännu inte uppdagats. Det skedde först i april 2007 i samband med att en "Stockholmsbox" dragits tillbaka från Stockholms auktionsverk efter beskyllningar om falsifikat. Detta ledde så småningom till ett par större undersökningar av Andy Warhol Foundation for the Visual Arts och dess autenticeringsnämnd.